# Carnaval de Cabo Frio
O Carnaval de Cabo Frio é considerado um dos mais importantes da Região dos Lagos, no estado do Rio de Janeiro. atraindo milhares de turistas que veem no mesess de Janeiro e Fevereiro, boa parte deles vindos da capital. entre as suas maiores atrações estão o Cabofolia e o desfile de escolas de samba.
A partir de 2008, o Carnaval de Cabo Frio conta com um novo atrativo: a Morada do Samba (uma espécie de Cidade do Samba de Cabo Frio onde reúne os barracões das principais escolas de samba da cidade). em 2012, ficou definido que passar a ser em dois dias de desfile (domingo e segunda-feira). e tendo o grupo de acesso. em 2013, devido a problemas financeiros, a prefeitura decidiu alterar seus desfiles, para abril. com as escolas de samba do Grupo especial, que antes eram em dois dias, passando a desfilar somente num dia. assim como o acesso e de uma escola convidada do Grupo da Comunidade, que passa a ser avaliada pela Liga de Cabo Frio, no qual desfila no mesmo dia do acesso. sendo que após ser mudado de mês, saindo de Fevereiro e passando nesse ano, a ser temporão. como acontece nos carnavais das cidades de Uruguaiana e Campos dos Goytacazes. mais a menos de um mês, foi cancelado,, devido a falta de verba suficiente as escolas de samba. Também no ano de 2013, um dos blocos mais famosos do carnaval de Cabo Frio, o da boate Evidenc, levou o cantor Naldo na quinta pós-carnaval e foi um dos melhores da festa com mais de um milhão de pessoas as ruas.
Em 2014, o desfile das escolas de samba passa a ser no sábado e domingos seguinte ao Carnaval Carioca. só estando na data do carnaval, os desfiles dos blocos e outras atrações.